# Les Beaux Jours
Les Beaux Jours è un film del 2013 diretto da Marion Vernoux, con protagonista Fanny Ardant, tratto dal romanzo Une jeune fille aux cheveux blancs (2011) di Fanny Chesnel, anche co-autrice della sceneggiatura assieme alla Vernoux.

## Trama
Caroline, dentista sessantenne di Dunkerque in pensione, attraversa un momento di tristezza dopo la morte di una sua cara amica. Per cercare di distrarla e risollevarle il morale, il marito Philippe e le figlie la iscriveranno ad un centro ricreativo per la terza età, chiamato “Les Beaux Jours”; la donna frequenterà le lezioni dei corsi di recitazione e di ceramica, rendendosi però conto che questa nuova "libertà" ottenuta è sinonimo di noia.
Un giorno Caroline decide di frequentare le lezioni di informatica, tenute dall'affascinante Julien; quest'ultimo ha un'infiammazione al molare e, una volta venuto a sapere che la  sua nuova alunna è un'ex odontoiatra, le chiede di curarlo. Nonostante l'uomo abbia circa la metà dei suoi anni, tra loro nasce una storia appassionata grazie alla quale Caroline si emancipa e riscopre una vera gioia di vivere. Philippe, tuttavia, si accorge della relazione extraconiugale della moglie quasi subito.
Il comportamento di Caroline diventa sempre più sconsiderato: si trucca in maniera molto pesante, fuma, beve ingenti quantità di vino, riceve e invia messaggi all'infinito, ignora gli amici di famiglia, scompare per svariate ore e torna a casa con i vestiti sgualciti. Suo marito la avverte che lui e gli altri non possono fare a meno di notare tutto ciò; tuttavia, prenota una breve vacanza in Islanda per lei e Julien per mettere alla prova la consorte.
All'aeroporto, mentre l'amante sta chiacchierando con una giovane donna inglese che prenderà il loro stesso volo, Caroline si rende conto che deve consentirgli di tornare nel suo mondo e che lei stessa deve recuperare il suo. Torna quindi a casa e suona alla porte, dove Philippe l'attende.

## Riconoscimenti
- 2014 - Premio César
  - Candidatura per la migliore attrice a Fanny Ardant
  - Candidatura per il migliore attore non protagonista a Patrick Chesnais